# Fleet Foxes
Fleet Foxes — основанная в Сиэтле инди-фолк-группа, выпускающаяся на рекорд-лейблах Sub Pop и Bella Union. Известность пришла к группе после релиза второго мини-альбома Sun Giant и дебютного студийного альбома Fleet Foxes. Оба альбома получили положительные отзывы критиков, отмечавших утончённый лиризм стихов и гармонии музыкальных решений. Сами участники квинтета характеризуют свой стиль как смешение барочных и поп-мотивов.

## История

### Основание и ранние годы
Робин Пекнолд и Скайлер Скелсет вместе учились в школе в Керкленде, пригороде Сиэтла, и вскоре стали близкими друзьями. Оба были поклонниками творчества Боба Дилана и Нила Янга и начали совместно сочинять музыку. Большое влияние на музыкальные вкусы оказали родители: мать Скелсета Пегги была большой поклонницей Боба Дилана и Хэнка Уильямса, а отец Пекнолда Грег играл в местной соул-группе 60-х The Fathoms.

### Рост популярности
Их дебютный альбом Fleet Foxes был выпущен 3 июня 2008 года. Журнал Rolling Stone отметил оформление обложки и провёл сравнения с Beach Boys, Band of Horses, Animal Collective и Crosby, Stills & Nash. Диск стал золотым и принёс группе премию Uncut Music Award.
Сингл группы под названием «Mykonos» прозвучал в качестве саундтрека в драматической комедии режиссёра Тодда Филлипса «Впритык» (Due Date, 2010), главные роли в котором исполнили Роберт Дауни мл. и Зак Галифианакис.

### Второй альбом
В 2010 году планировался к записи 2 альбом, но он так и не был записан.

### Третий альбом
3 мая 2011 года группа выпустила третий альбом под названием Helplessness Blues.

## Дискография
Студийные альбомы
- Fleet Foxes (2008)
- Helplessness Blues (2011)
- Crack-Up (2017)
- Shore (2020)

Концертные альбомы
- A Very Lonely Solstice (2021)

Мини-альбомы
- Fleet Foxes (2006)
- Sun Giant (2008)

Сборники
- First Collection 2006–2009 (2018)

Синглы
- «White Winter Hymnal» (2008)
- «He Doesn’t Know Why» (2008)
- «Mykonos» (2009)
- «Your Protector» (2009)
- «Helplessness Blues» (2011)
- «Grown Ocean» (2011)
- «Battery Kinzie» (2011)
- «Lorelai» (2011)
- «The Shrine / An Argument» (2011)
- «Third of May / Ōdaigahara» (2017)
- «Fool’s Errand» (2017)
- «If You Need to, Keep Time on Me» (2017)
- «Cassius, — Naiads, Cassadies» (2017)
- «Crack-Up (Choral Version)» (2018)

## Состав
- Робин Пекнолд (Robin Pecknold) — вокал, гитара
- Скайлер Скелсет (Skyler Skjelset) — гитара, мандолина
- Кристиан Варго (Christian Wargo) — бас-гитара, гитара, вокал
- Кейси Уэскотт (Casey Wescott) — клавишные, вокал
- Джей Тиллман (J. Tillman) — ударные, вокал, аранжировки